# Le Passé qui tue
Pour plus de détails, voir Fiche technique et Distribution.
Le Passé qui tue (La freccia nel fianco) est un film dramatique italien réalisé par Alberto Lattuada et Mario Costa, sorti en 1945.
Il s'agit d'une adaptation du roman homonyme de Luciano Zùccoli publié en 1913.

## Synopsis
Nicoletta, mariée à l'ingénieur Luigi Barbano, retrouve lors d'un concert le jeune pianiste Brunello, son camarade de jeu à l'époque où le futur artiste n'avait que douze ans et elle dix-huit. Cette rencontre, après une si longue parenthèse, ravive chez Nicoletta d'anciens et doux souvenirs. En plus de cela, elle ressent un fort sentiment d'amour, qui est réciproque avec le pianiste. Cela n'échappe pas à son mari qui, submergé par la jalousie, décide de partir, laissant sa femme à son sort.
Nicoletta est maintenant libre, et Brunello lui propose de partir avec lui et de vivre ensemble. Mais peu après, des obligations professionnelles semblent le plonger dans un état d'incertitude quant à son avenir.
Brunello finit par partir seul, après une seule nuit d'amour, tandis que Nicoletta, en proie à des remords insupportables pour son mari, décide de mettre fin à ses jours. 

## Fiche technique
- Titre original italien : La freccia nel fianco[1]
- Titre français : Le Passé qui tue ou La Flèche dans le flanc ou Passion ou La Flèche dans le cœur[2]
- Réalisateur : Alberto Lattuada, Mario Costa
- Scénario : Ennio Flaiano, Cesare Zavattini, Alberto Lattuada, Carlo Musso, Alberto Moravia et Ivo Perilli d'après le roman La freccia nel fianco (it) de Luciano Zùccoli publié chez Treves en 1913[3].
- Photographie : Massimo Terzano (it)
- Montage : Gisa Radicchi Levi
- Musique : Nino Rota
- Décors : Gastone Medin
- Costumes : Gino Brosio
- Production : Riccardo Gualino, Carlo Ponti, Ferruccio De Martino
- Société de production : Artisti Tecnici Associati
- Société de distribution : Lux Film
- Pays de production :  Royaume d'Italie
- Langue originale : italien
- Format : Noir et blanc - 2,37:1 - Son mono - 35 mm
- Durée : 90 minutes
- Genre : Film dramatique
- Dates de sortie :
  - Royaume d'Italie : 8 septembre 1945
  - France : 27 août 1947

## Distribution
- Mariella Lotti : Nicoletta Dossena
- Leonardo Cortese : Brunello Traldi
- Roldano Lupi : Luigi Barbano
- Alanova : Clara, la mère de Brunello
- Cesare Barbetti : Brunello enfant
- Galeazzo Benti : Duccio Massenti
- Sandro Ruffini : Traldi
- Alberto Capozzi : collecteur de dettes
- Enzo Biliotti : Salapolli
- Gina Sammarco (it) : Mme Dossena
- Paola Borboni : Baronne Masiero
- Carlo Lombardi (it) : Giantoni
- Liliana Laine : Maria
- Emilio Petacci : Commendator Dossena
- Saro Urzì

## Production
Produit par Carlo Ponti et tourné dans les studios de Cinecittà par Alberto Lattuada, le tournage est interrompu le 10 septembre 1943 lors de la Bataille de Rome. Le tournage est repris par Mario Costa à la libération de Rome en 1944.

## Accueil critique
« Le film de Lattuada tente de respecter, dans sa simple extériorité, la trame de l'histoire, mais il s'agit d'une mise en scène scrupuleuse et méticuleuse, toute pleine d'emphases philosophiques soutenues par un rythme qui ne peut pas vraiment être considéré comme agile. La technique est habile mais la substance narrative se dilue dans une succession de séquences au style élaboré et donc statique. En tout cas, le récit se suit. Si cela n'amuse pas, cela n'ennuie pas... »

— Fabrizio Sarazani